# A Nazionale 1969-1970
La A Nazionale 1969-1970 è stata la 30ª edizione del massimo campionato greco di pallacanestro maschile. La vittoria finale è stata ad appannaggio dell'AEK Atene.

## Risultati

### Stagione regolare
|     | Squadra           | G  | V  | P  | PF | PS | Pt. | Qualificazione            |
| --- | ----------------- | -- | -- | -- | -- | -- | --- | ------------------------- |
| 1.  | AEK Atene         | 22 | 21 | 1  |    |    | 43  |                           |
| 2.  | Panathīnaïkos     | 22 | 17 | 5  |    |    | 39  |                           |
| 3.  | Panellīnios       | 22 | 16 | 6  |    |    | 38  |                           |
| 4.  | Aris Salonicco    | 22 | 14 | 8  |    |    | 36  |                           |
| 5.  | Olympiakos        | 22 | 13 | 9  |    |    | 35  |                           |
| 6.  | XAN Salonicco     | 22 | 12 | 10 |    |    | 34  |                           |
| 7.  | Sporting Atene    | 22 | 10 | 12 |    |    | 32  |                           |
| 8.  | Pagrati Atene     | 22 | 10 | 12 |    |    | 32  |                           |
| 9.  | PAOK Salonicco    | 22 | 7  | 15 |    |    | 29  |                           |
| 10. | Īraklīs Salonicco | 22 | 7  | 15 |    |    | 29  |                           |
| 11. | Paniōnios         | 22 | 5  | 17 |    |    | 27  |                           |
| 12. | Maroussi          | 22 | 0  | 22 |    |    | 22  | retrocessa in B Nazionale |

| A Nazionale 1969-1970 |
| --------------------- |
| AEK Atene 7º titolo   |

## Formazione vincitrice
| N° | Naz.              | Ruolo | Sportivo              |  | Alt. |  |
| -- | ----------------- | ----- | --------------------- |  | ---- |  |
|    | Grecia (bandiera) |       | Antōnīs Chrīsteas     |  |      |  |
|    | Grecia (bandiera) | G     | Giōrgos Amerikanos    |  |      |  |
|    | Grecia (bandiera) |       | Stelios Vasileiadis   |  |      |  |
|    | Grecia (bandiera) |       | Aias Larentzakīs      |  |      |  |
|    | Grecia (bandiera) | P     | Chrīstos Zoupas       |  | 180  |  |
|    | Grecia (bandiera) | C     | Giōrgos Trontzos      |  | 217  |  |
|    | Grecia (bandiera) |       | Nikos Nesiadis        |  |      |  |
|    | Grecia (bandiera) |       | Stavros Vafopoulos    |  |      |  |
|    | Grecia (bandiera) |       | Vilis                 |  |      |  |
|    | Grecia (bandiera) |       | Vogdanidis            |  |      |  |
|    | Grecia (bandiera) |       | Dianas                |  |      |  |
|    | Grecia (bandiera) |       | Vasilis Nidriotis     |  |      |  |
|    | Grecia (bandiera) |       | Spiliotis             |  |      |  |
|    | Grecia (bandiera) |       | Thanasīs Christoforou |  |      |  |
|    | Grecia (bandiera) | All.  | Nikos Mīlas           |  |      |  |